# Alma Theodora Lee
Alma Theodora Melvaine de Lee (1912-1990) fue una botánica australiana, de padres canadienses. Especialista en leguminosas.

## Biografía
Realizó sus estudios de grado y de maestría en ciencias por la Universidad de Sídney.
Su mayor parte del tiempo, definió los especímenes del Herbario de Nueva Gales del Sur, y también estudió la taxonomía de Fabaceae regionales. En 1948, publicó una monografía sobre Swainsona, y varias publicaciones de los géneros Lupinus, Typha, y Hovea.

## Algunas publicaciones

### Libros
- alma t. Lee, joy Thompson. 1984. Fabaceae. Flora of New South Wales 101-102. Ed. National Herbarium of New South Wales, 85 pp.

## Honores
- Miembro honorario en el National Herbarium Campus, Royal Botanical Gardens de Australia

### Eponimia
Géneros
- (Fabaceae) Almaleea Crisp & P.H.Weston[3]

Especies
- (Fabaceae) Swainsona leeana J.Z.Weber[4]

- (Geraniaceae) Hoarea leeana Sweet[5]

- (Portulacaceae) Lewisia leeana (Porter) B.L.Rob.[6]
- La abreviatura «A.T.Lee» se emplea para indicar a Alma Theodora Lee como autoridad en la descripción y clasificación científica de los vegetales.[7]

## Liтеrаturа
- b. Briggs (1991). «Alma Theodora Lee (1912-1990)». Telopea 4 (2): 141—143.
- a.e. Orchard. 1999. A History of Systematic Botany in Australia. Flora of Australia 2 (1 )